# Rio Branco (São Paulo)
O Rio Branco é um rio brasileiro do estado de São Paulo. Nasce no município de Mongaguá indo até o município de Itanhaém, onde junta-se com o rio Aguapeú e o rio Preto, formando assim o rio Itanhaém. Com cerca de 37 quilômetros tem o percurso sempre paralelo ao norte do rio Aguapeú. 
Seu nome está ligado às suas águas muito claras, transparentes.
Dentre os afluentes do Rio Branco, destaca-se o Rio Capivari, que, com seu principal tributário, Rio Monos, dá nome à maior Área de Proteção Ambiental de São Paulo, a APA Capivari-Monos.